# Saint-Germain-le-Châtelet
Saint-Germain-le-Châtelet település Franciaországban, Territoire de Belfort megyében. Lakosainak száma 664 fő (2022. január 1.). Saint-Germain-le-Châtelet Romagny-sous-Rougemont, Angeot, Anjoutey, Bethonvilliers, Bourg-sous-Châtelet, Felon, Lagrange és Menoncourt községekkel határos.

## Népesség
A település népessége az elmúlt években az alábbi módon változott:
| Lakosok száma | 626  | 640  | 668  | 644  | 644  | 643  | 652  | 655  | 664  |
|               | 2013 | 2015 | 2016 | 2017 | 2018 | 2019 | 2020 | 2021 | 2022 |